# Vega Squadron (League of Legends)
Подразделение мультигейминговой киберспортивной организации СНГ Vega Squadron по игре League of Legends было основано в 2015 году бывшими игроками команды Carpe Diem. Команда выступала с 2016 по 2022 год.
Бронзовый призёр Весеннего Сплита LCL, финалист и серебряный призёр плей-офф Летнего Сплита Континентальной лиги League of Legends.

## История
15 декабря 2015 года мультигейминговая киберспортивная организация «Vega Squadron» объявила о подписании состава команды Carpe Diem по League of Legends состоящего из следующих игроков: Александр «NoNholy» Овчинников (топ), Николай «Zanzarah» Акатов (лес), Евгений «Drobovik123» Белоусов (мид), Игорь «Tauren» Титов (адк), Роман «Wildheart» Максимчук (саппорт, капитан команды) и Артур «Skash» Ермолаев (саппорт замены) — последний спустя полмесяца перешёл в только что основанную команду по League of Legends организации Natus Vincere как игрок поддержки основного состава. 15 января 2016 года на официальной сайте LCL появилась информация о том, что новым запасным игроком с ролью стрелка «Vega Squadron» стал Юрий «Neuro» Лиференко.
31 января 2016 года, спустя некоторое время после старта Континентальной лиги по League of Legends, к команде присоединился датчанин Рафаэль Адл Сараби известный как «Doxy», который сместил основного топ-лейнера «NoNholy» на позицию запасного. Но уже в феврале, после проигранного матча команде «Natus Vincere», «Doxy» покинул «вегу», а «NoNholy» вернулся в основу уже к матчу против «Team Just.MSI». По итогам регулярного сезона Весеннего сплита LCL, «Vega Squadron» разделили 4-е место с командами «Team Just.MSI» и «Vaevictis eSports» — между этими тремя командами были сыграны ничего не разрешившие в результате ничьи матчи тай-брэйк, которые должны были определить какая из этих команд пройдёт в плей-офф. В дополнительном тай-брэйк турнире «Vega Squadron» заняли первое место, победив в финале команду «Team Just.MSI», благодаря чему прошли в плей-офф. В 1/2 финала плей-офф Весеннего Сплита LCL «Vega Squadron» проиграли команде «Hard Random» со счётом 3-0, потеряв шансы на участие в IWCI 2016, после чего в матче за 3-е место Континентальной лиги по League of Legends одержали победу над «Natus Vincere» со счётом 2-0.
7 мая 2016 года, незадолго до старта летнего сплита LCL, на замену игроку поддержки Роману «Wildheart» Максимчуку пришёл Эдуард Абгарян известный как «Edward», ранее выступавший в Европейской Серии Чемпионатов по League of Legends за команды «Moscow Five», «Gambit Gaming» и «Team ROCCAT». 28 мая 2016 года в день старта нового сплита Континентальной лиги по LoL в составе «Vega Squadron» появился Никита «Djess» Клишин, который заменил Юрия «Neuro» Лиференко. В то же время команду покинул мид-лейнер запаса Максим «Joseph» Тарасов, который не сыграл ни одного матча за «вегу». После одной сыгранной недели «Vega Squadron» объявляет о смещении стрелка Игоря «Tauren» Титова в запас из-за занятости учёбой последнего — основным стрелком команды стал литовец Ритис Лекстутис известный как «Ritix». После второй недели летнего сплита LCL без перестановок не обошлось: в матче третьей недели против «Team Just.MSI» «Ritix» принять участие не смог, его заменил швед «XDSMILEY», а уже к матчу против «Gambit Gaming» Ритис был в основном составе команды. «Vega Squadron» прошли в плей-офф летнего сплита Континентальной лиги, заняв по итогам регулярного сезона второе место и имея 10 побед и 4 поражения. В полуфинале летнего сплита LCL «Vega Squadron» обыграли «Natus Vincere» со счётом 3:2, и с таким же счётом команде «Albus NoX Luna» проиграли финал лиги, потеряв возможность представить СНГ-регион на IWCQ 2016. 26 августа 2016 года Ритис «Ritix» Лекстутис объявил в своём твиттере о том, что стал свободным агентом.
«Vega Squadron» получила СНГ-квоту на отборочный турнир к IEM Season 11 — Gyeonggi предназначающуюся сначала чемпиону региона. Это произошло потому, что «Albus Nox Luna» были приглашены в финальную часть одиннадцатого сезона IEM — World Championship
|World Championship]]. «Вега» оказалась неспособна оказать сопротивление вьетнамской команде «Saigon Jokers» в первом раунде и, как результат, потерпела поражение со счётом 0:2 и опустилась в нижнюю сетку. «Vega Squadron» стала первой командой, которая использовала персонажа под названием Иверн. Их игрок Николай «Zanzarah» Акатов провёл на нём игру против «Rampage», которая закончилась победой «веги». Их следующие соперники — опять «Saigon Jokers» решили заблокировать нового персонажа, однако «Vega Squadron» победила со счётом 2:0 и прошла на корейский этап IEM.
На IEM Gyeonggi «Vega Squadron» заняла последнее место после поражения тайваньской команде «J Team» со счетом 0:2.
В августе 2017 года на официальном сайте организации появилась запись, что состав команды распущен. Новый состав будет анонсирован в 2018 году.
1 февраля 2018 года организация анонсировала новый состав по LoL. В него вошли: Александр «NoNholy» Овчинников, Никита «Punisher» Лавринов, Иван «Paranoia» Типухов, Роландас «Optimas» Винцаловичус, Артур «skash» Ермолаев, а также тренер Дмитрий «Invi» Протасов.

## Текущий состав
|                 | Ник             | Полное имя         | Позиция         |
| Основной состав | Основной состав | Основной состав    | Основной состав |
| --------------- | --------------- | ------------------ | --------------- |
| Китай           | Sericu          | Юсюань Ся          | Верхняя линия   |
| Россия          | Rein            | Артём Зенян        | Лесник          |
| Украина         | PekiDo          | Евгений Москаленко | Средняя линия   |
| Латвия          | CyraXx          | Вадим Аверин       | Стрелок         |
| Россия          | Mercenary       | Али Мусаев         | Поддержка       |

Тренер: Кирилл «JamesPeke» Каташов

## Достижения
| Список сыгранных турниров | Список сыгранных турниров  | Список сыгранных турниров      | Список сыгранных турниров                          | Список сыгранных турниров |
| Место                     | Турнир                     | Дата проведения                | Место проведения                                   | Призовые                  |
| ------------------------- | -------------------------- | ------------------------------ | -------------------------------------------------- | ------------------------- |
| 3                         | Весенний сплит LCL 2016    | 16 января — 3 апреля 2016 года | Online + УЗС Дружба                                | ₽ 750,000                 |
| 2                         | Летний сплит LCL 2016      | 28 мая — 17 августа 2016 года  | Online + ВТБ Ледовый дворец                        | ₽ 1,000,000               |
| зелёная ✓                 | IEM Season 11 – Challenger | 28 — 31 октября 2016 года      | Paris Games Week                                   | кв. на IEM Gyeonggi       |
| 2                         | LCL Open Cup 2016          | 20 — 27 ноября 2016 года       | ТЦ «Авиапарк» Музей стрит-арта                     | 1 500 000 рублей          |
| 7-8                       | IEM Season 11 - Gyeonggi   | 14 — 18 декабря 2016 года      | Студия телеканала OGN Коянский спортивный комплекс | $ 1,500                   |
| 3-4                       | Весенний сплит LCL 2017    | 28 января — 9 апреля 2017      | Online + «Главкино», павильон №6                   | ₽ 750,000                 |